# Liste de sondages sur les élections générales britanniques de 2024
Cette page dresse la liste des sondages d'opinions relatifs aux élections générales britanniques de 2024, dont la date a été fixée au 4 juillet 2024 afin de renouveler pour cinq ans les 650 membres de la Chambre des communes du Royaume-Uni.
Selon une synthèse du quotidien Les Échos le 22 mai 2024, les sondages donnent globalement "depuis plusieurs mois le Labour autour de 45 % des intentions de vote, loin devant les conservateurs, relégués entre 20 % et 25 %, et le parti d'extrême droite Reform UK (12 %)".
Tous les sondages présents dans cet article sont issus d'instituts membres du British Polling Council. Les sondages sont basés sur des échantillons représentatifs à l'échelle nationale qui incluent la Grande-Bretagne mais habituellement pas l'Irlande du Nord, dont le paysage politique différe du reste du pays, polarisé entre unionisme et le nationalisme.

## Graphique

Evolution des intentions de vote de décembre 2019 à juin 2024.

## Sondages nationaux en 2021
| Date          | Sondeur                      | Aire         | Échantillon | Echantillon | Conser-vateurs | Travaill-istes | Lib-déms | SNP | Verts | Reform | Autres | Écart |  |
| ------------- | ---------------------------- | ------------ | ----------- | ----------- | -------------- | -------------- | -------- | --- | ----- | ------ | ------ | ----- |  |
| Date          | Sondeur                      | Aire         | Échantillon |             |                |                |          |     |       |        | Autres | Écart |  |
| 9–10 décembre | YouGov                       | The Times    | GB          | 1,741       | 32%            | 40%            | 8%       | 4%  | 7%    | 7%     | 3%     | 8%    |  |
| 9–10 décembre | ComRes                       | Daily Mail   | RU          | 2,118       | 33%            | 39%            | 9%       | 5%  | 4%    | –      | 9%     | 6%    |  |
| 8–10 décembre | Opinium                      | The Observer | RU          | 2,042       | 32%            | 41%            | 9%       | 5%  | 5%    | –      | 8%     | 9%    |  |
| 9 décembre    | Focaldata                    | Times Radio  | GB          | 1,001       | 33%            | 41%            | 7%       | 5%  | 6%    | 6%     | 2%     | 8%    |  |
| 8–9 décembre  | YouGov                       | The Times    | GB          | 1,686       | 33%            | 37%            | 9%       | 5%  | 7%    | 6%     | 2%     | 4%    |  |
| 8–9 décembre  | Survation                    | Daily Mirror | RU          | 1,178       | 34%            | 40%            | 10%      | 4%  | 4%    | 3%     | 6%     | 6%    |  |
| 8 décembre    | Redfield & Wilton Strategies | N/A          | GB          | 1,500       | 34%            | 38%            | 11%      | 4%  | 6%    | 5%     | 1%     | 4%    |  |
| 6 décembre    | Redfield & Wilton Strategies | N/A          | GB          | 2,000       | 38%            | 36%            | 9%       | 4%  | 6%    | 4%     | 2%     | 2%    |  |
| 3–5 décembre  | Savanta ComRes               | N/A          | UK          | –           | 38%            | 37%            | 9%       | 4%  | 5%    | –      | 7%     | 1%    |  |
| 2–4 décembre  | Deltapoll                    | N/A          | GB          | 1,553       | 37%            | 38%            | 10%      | 5%  | 5%    | 2%     | 3%     | 1%    |  |
| 1–2 décembre  | YouGov                       | The Times    | GB          | 1,708       | 36%            | 33%            | 9%       | 5%  | 9%    | 6%     | 2%     | 3%    |  |